# Саскачеванський калієносний басейн
Саскачева́нський калієно́сний басе́йн (англ. Saskatchewan Potash Basin) — розташований у США та Канаді.

## Характеристика
Площа басейну 150 тис. км². Запаси 67 млрд т; 9 рудників (глибина 930…980 м).
Поклади калійних солей приурочені до верхньої частини середньодевонської соленосної формації Прері Евапорайт. Головний калійний мінерал — сильвін, другорядний — карналіт. Горизонти, що експлуатуються потужністю близько 25 м залягають на глибині понад 1000 м. Середній вміст К2О – 23 %.

## Технологія розробки
Всі родовища розробляються шахтним способом, за винятком Белл-Плейн, де видобуток здійснюється методом підземного розчинення (глибина 1500 м).